# Sporobolus subglobosus
Sporobolus subglobosus är en gräsart som beskrevs av Auguste Jean Baptiste Chevalier. Sporobolus subglobosus ingår i släktet droppgräs, och familjen gräs. Inga underarter finns listade i Catalogue of Life.